# Quelle (Österreich)
Die Quelle AG war ein österreichisches Versandhandelsunternehmen mit Sitz in Linz.

## Geschichte Quelle–Linz
Im Jahr 1959 wurde in Vöcklabruck als erste Auslandstochter durch den Versandhändler Quelle in Fürth gegründet. Die sechs Mitarbeiter erwirtschafteten im ersten Jahr einen Umsatz von 6 Mio. Schilling (umgerechnet 436.000 Euro). Ab 1960 wurden Quelle-Kaufhäuser in Graz und Linz eröffnet und der technische Kundendienst aufgebaut. Die Versandzentrale befand sich seit 1965 in Linz unweit des Handelshafens, beschäftigte 400 Mitarbeiter und erhielt eine eigene Postleitzahl. 1968 betrug der Umsatz mehr als eine Milliarde Schilling und 1974/75 rund 2,2 Milliarden Schilling.
1994 wurde der erste Quelle-Shop eröffnet und im gleichen Jahr alle 14 Quelle-Kaufhäuser an Woolworth verkauft. 1997 wurde die Unternehmenswebsite quelle.at gestartet.
1998 schlossen sich Quelle Deutschland mit Karstadt und der Tochter Neckermann zur KarstadtQuelle AG zusammen. 2007 wurde KarstadtQuelle durch Arcandor übernommen. Der Mutterkonzern kämpfte fortan mit sinkenden Umsätzen.
Arcandor meldete im Jahr 2009 Insolvenz an und infolge der Abhängigkeit musste auch Quelle Österreich im November 2009 Konkurs anmelden. Sie wurde im Jahr 2010 aufgelöst. Dabei wurden rund 1100 Mitarbeiter freigestellt.
Der Otto Versand sicherte sich 2010 die weltweiten Markenrechte für Quelle.
Im November 2010 erfolgte als letzter Verwertungsschritt im Konkursverfahren der Verkauf des Geländes mit 52.000 m2 Gebäudenutzfläche an der Industriezeile in Linz zugunsten des Vereins zur Förderung von Arbeit und Beschäftigung (FAB), eines Teils der BBRZ-Gruppe. Ab 2011 bestehen hier im Gewerbegebiet 350 Arbeitsplätze für Mitarbeiter mit Beeinträchtigungen und Teilnehmer von Arbeitsintegrationsprogrammen.

## Neugründung Quelle–Salzburg
Das neue Unternehmen Quelle GmbH in Salzburg wurde im ersten Quartal des Jahres 2011 durch den Otto Versand gegründet. Die Firma war im Otto-Konzern der Baur-Gruppe zugeordnet und gehörte zu deren österreichischen Tochter Unito.
Mit Anfang Juni 2023 wird Quelle Österreich mit dem Online-Versandhändler Universal verschmolzen.